# 友好南路街道
友好南路街道，是中华人民共和国新疆维吾尔自治区乌鲁木齐市沙依巴克区下辖的一个乡镇级行政单位。

## 行政区划
友好南路街道下辖以下地区：
友好社区、明园有色社区、明园石油社区、石油学院社区、西北路北社区、西北路南社区、虹桥南社区、虹桥北社区、金色花苑社区和鸿雁社区。